# Kachní ostrov
Kachní ostrov je jeden ze dvou ostrůvků na Máchově jezeře. Veřejnosti je nepřístupný, protože je zde významné hnízdiště vodních ptáků.